# Laurie Baker
Laurie Baker (Birmingham, 2 marzo 1917 – Thiruvananthapuram, 1º aprile 2007) è stato un architetto indiano.È noto per le sue opere che esemplificano l'architettura organica e l'architettura a basso consumo energetico e per i suoi progetti che massimizzavano lo spazio, la ventilazione e la luce. Influenzato dal Mahatma Gandhi e dalle sue esperienze personali nel remoto Himalaya, ha promosso la rinascita delle pratiche edilizie regionali e l'uso di materiali locali, combinando il tutto con una filosofia progettuale che enfatizzava un uso responsabile e prudente delle risorse e dell'energia.

## Biografia
Era il figlio più giovane di Charles Frederick Baker e Millie Baker, di fede metodista. Studiò architettura al Birmingham Institute of Art and Design di Birmingham, e si laureò nel 1937, all'età di 20 anni.
Durante la Seconda Guerra Mondiale, come obiettore di coscienza, prestò servizio nelle ambulanze. In seguito fu inviato in Cina come anestesista qualificato con un'équipe chirurgica, principalmente per occuparsi delle vittime civili nella guerra tra Cina e Giappone.
Al termine della guerra, mentre stava tornando in patria, restò bloccato vari mesi a Bombay e in questa occasione incontrò Mahatma Gandhi. Abbandonata l'idea di tornare nel Regno Unito proprio grazie a quell'incontro, decise di restare in India, inizialmente come architetto associato a una missione contro la lebbra. Continuò a vivere e lavorare in India per oltre 50 anni.
Alla fine degli anni Sessanta i suoi progetti architettonici già prevedevano concetti come la raccolta dell'acqua piovana, la riduzione al minimo dell'utilizzo di materiali da costruzione poco efficienti dal punto di vista energetico, un minore danneggiamento del sito di costruzione e una perfetta fusione con l'ambiente circostante.
Divenuto cittadino indiano nel 1989, dal 1969 s stabilì a Thiruvananthapuram nel Kerala, dove ricoprì il ruolo di direttore del COSTFORD (Centre of Science and Technology for Rural Development), un'organizzazione per la promozione di abitazioni a basso costo.